# Taules alfonsines
Les taules alfonsines (que cal no confondre amb unes taules més antigues anomenades "Taules de Toledo" elaborades abans de 1069 segons Joan Vernet) és un llibre medieval que conté unes taules astronòmiques realitzades per iniciativa d'Alfons X el Savi, que mostren les observacions efectuades en el firmament a Toledo des de l'1 de gener de l'any 1263 fins a 1272, i que consignen el moviment dels respectius cossos celestes sobre l'eclíptica, posicions exactes i precises.

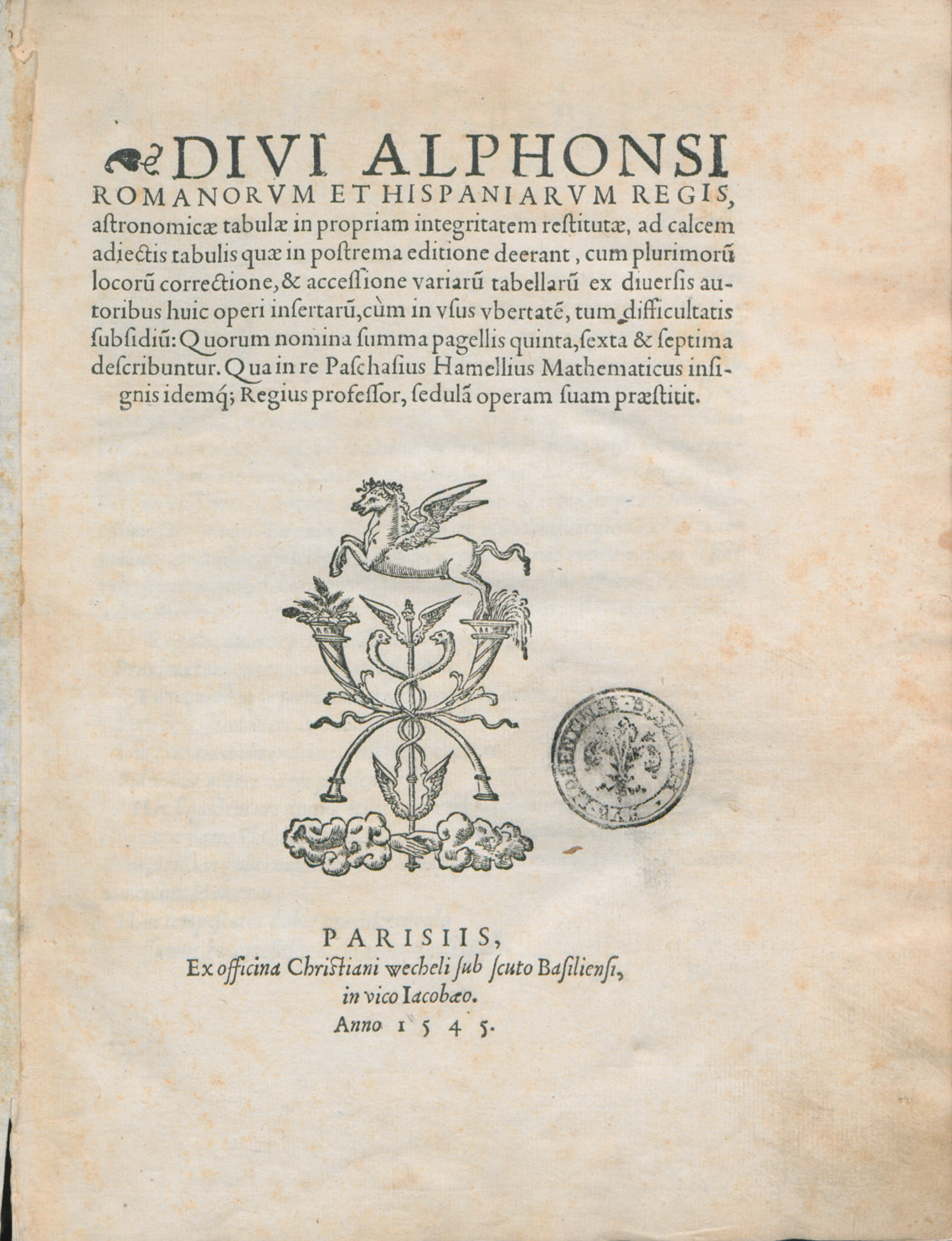
Frontispici de l'edició de 1545 de les Tabulae astronomicae

L'objectiu d'aquestes taules era proporcionar un esquema d'ús pràctic per calcular la posició del Sol, la Lluna i els planetes d'acord amb el sistema de Ptolemeu. La teoria de referència preveia moviments segons epicicles i els seus deferents, i els paràmetres per a cada cos celeste eren les dimensions relatives dels epicicles, el període de revolució sobre un epicicle, el de l'epicicle sobre el deferent i així successivament. Va ser molt útil per a la geografia, contribuint a la localització de coordenades terrestres basant-se en les coordenades celestes, i per a la navegació, ja que facilitaven l'orientació basant-se en el coneixement de les constel·lacions i situació dels astres. Durant molt de temps, fins a l'arribada de les taules de Pere el Cerimoniós van ser la base de totes les efemèrides que es van publicar a la península Ibèrica.
Les observacions originals provenen de les Taules de Toledo del segle xi de l'astrònom àrab cordovès Azarquiel, i la revisió de la mateixa es va fundar en les observacions dutes a terme en Toledo pels científics jueus alfonsíes Yehudà ben Moixè i Isaac ben Sid.
La influència de les taules alfonsines va abastar tot Europa a través d'una revisió francesa de començaments del segle xiv, la utilització arribar fins i tot fins al Renaixement. De les taules alfonsines se'n han fet diverses edicions, tot i que la més apreciada és la que Paschasius Hamelius, professor del Collège de France a París, va publicar el 1545 i 1553.